# 赤嶺賢勇
赤嶺 賢勇（あかみね けんゆう、1958年5月20日 - ）は、沖縄県出身の元プロ野球選手（投手）。

## 来歴・人物
沖縄・豊見城高時代には、栽弘義監督の指導を受けて1975年の選抜大会に出場し、初戦でその夏に甲子園優勝をとげた習志野高校を完封、準々決勝では、結果的に準優勝だった東海大相模高校に対して9回裏2死無走者（2死目は原辰徳から見逃し三振を奪った）までリードを保ち、そのあと津末英明からの被安打をきっかけに敗北したが、この大会の活躍で全国的に注目を浴びる投手となった。高校3年次には、春夏連続甲子園出場を達成し、春は初戦敗退したが、夏は準々決勝で1学年下の小松辰雄（星稜高）と投げあい、1点差で敗退した。高校時代はナックルの賢と言われていた。
早稲田大学への進学希望を表明した時期もあったが、1976年のドラフト2位で巨人入団。右の本格派として期待され、1979年オフの長嶋茂雄監督による「地獄の伊東キャンプ」にも参加する。しかし右肩の故障もあり、思うような活躍はできず1983年限りで現役引退。引退後は東京佐川急便に入社し、1990年から妻の出身地である山形県の佐川急便山形に勤務。長男も日大山形高の外野手として甲子園に出場した。

## 詳細情報

### 年度別投手成績
| 年 度     | 球 団     | 登 板 | 先 発 | 完 投 | 完 封 | 無 四 球 | 勝 利 | 敗 戦 | セ 丨 ブ | ホ 丨 ル ド | 勝 率 | 打 者 | 投 球 回 | 被 安 打 | 被 本 塁 打 | 与 四 球 | 敬 遠 | 与 死 球 | 奪 三 振 | 暴 投 | ボ 丨 ク | 失 点 | 自 責 点 | 防 御 率 | W H I P |
| --------- | --------- | ----- | ----- | ----- | ----- | -------- | ----- | ----- | -------- | ----------- | ----- | ----- | -------- | -------- | ----------- | -------- | ----- | -------- | -------- | ----- | -------- | ----- | -------- | -------- | ------- |
| 1979      | 巨人      | 1     | 0     | 0     | 0     | 0        | 0     | 0     | 0        | --          | ----  | 11    | 2.0      | 2        | 0           | 4        | 0     | 0        | 0        | 0     | 0        | 1     | 1        | 4.50     | 3.00    |
| 1981      | 巨人      | 3     | 0     | 0     | 0     | 0        | 0     | 0     | 0        | --          | ----  | 23    | 5.0      | 5        | 0           | 3        | 0     | 0        | 2        | 0     | 0        | 2     | 2        | 3.60     | 1.60    |
| 通算：2年 | 通算：2年 | 4     | 0     | 0     | 0     | 0        | 0     | 0     | 0        | --          | ----  | 34    | 7.0      | 7        | 0           | 7        | 0     | 0        | 2        | 0     | 0        | 3     | 3        | 3.86     | 2.00    |

### 記録
- 初登板：1979年10月21日、対横浜大洋ホエールズ26回戦（後楽園球場）、8回表から2番手で救援登板・完了、2回1失点

### 背番号
- 40 （1977年 - 1983年）